# Luis Enrique Rojas Ruiz
Luis Enrique Rojas Ruiz (Mérida, 31 de agosto de 1968) é um bispo católico que exerce seu trabalho pastoral como Bispo da Diocese de Punto Fijo na Venezuela.

## Biografia
Seus estudos primários foram realizados em sua cidade natal, quando terminou o ensino médio, ingressou no Seminário San Buenaventura de Mérida , onde estudou filosofia e teologia .
Estudou na Pontifícia Universidade Lateranense de Roma obtendo uma Licenciatura em Teologia Pastoral, também tem um mestrado em Psicologia e Consulta no Regina Apostolorum Pontifical Athenaeum em Roma; e na Venezuela em sua cidade natal fez especialização em Administração Eclesiástica na Universidade dos Andes em Mérida.
Foi ordenado Sacerdote pelo então Monsenhor Baltazar Porras em 11 de setembro de 1999.

## Bispo
Foi nomeado IV Bispo Titular de Unizibira e Auxiliar de Mérida pelo Papa Francisco em 19 de junho de 2017.
O Arcebispo de Mérida impõe-lhe o solidéu do bispo nesse mesmo dia às 10:00 da manhã no Palácio do Arcebispo.

### Ordenação Episcopal
Foi ordenado bispo em 29 de setembro de 2017 na Catedral de Mérida.

### Consagração de bispos
- Principal consagrador:
  - Baltazar Henrique Cardeal Porras Cardozo, Arcebispo de Mérida
- Assistentes concelebrantes:
  - José Luis Azuaje Ayala, Bispo de Barinas e Presidente da Conferência Episcopal Venezuelana
  - Alfredo Enrique Torres Rondón, Bispo de San Fernando de Apure